# عبد الرحمان الشرقاوي (أستاذ جامعي)
عبد الرحمان الشرقاوي هو أستاذ التعليم العالي بكلية العلوم القانونية والاقتصادية والاجتماعية (السويسي) جامعة محمد الخامس بالرباط، محام سابق متخصص في القانون المدني والقانون الاقتصادي. يشغل عدة مناصب أكاديمية ومهنية، وله مساهمات بارزة في مجال الدراسات القانونية بالمغرب.

## المسار الأكاديمي
على المستوى الأكاديمي، حصل الشرقاوي على عدة شهادات مرموقة، حيث حصل على دكتوراه في القانون الاقتصادي من جامعة لوفان لانوف ببلجيكا بشراكة مع، جامعة الحسن الثاني بالدار البيضاء بأطروحة بعنوان ولوجية المستهلك للقانون والعدالة في القانون المغربي والأوروبي، نُشرت باللغة الفرنسية.
إضافة إلى ذلك، نال دكتوراه ثانية في القانون الخاص من جامعة محمد الخامس أكدال بالرباط، تخصص القانون المدني، بأطروحة بعنوان العقد السياحي - نموذج للعقد المركب،حكما تابع دراساته العليا، حيث نال دبلوم الدراسات العليا المعمقة في القانون الخاصتخصص القانون المدني، ببحث حول دور القاضي في تحقيق التوازن العقدي.

## المسار المهني
بعد استكمال دراسته الأكاديمية، شغل الشرقاوي عدة مناصب أكاديمية ومهنية بارزة، من بينها:
- مدير المركز الأكاديمي للدراسات القانونية المعمقة المعاصرة.[10]
- منسق ماستر القانون المدني الاقتصادي بكلية الحقوق، جامعة محمد الخامس الرباط.[11][12]
- عضو في شبكة الخبراء القانونيين لمركز ابن رشد للدراسات القانونية المقارنة.
- خبير لدى الوكالة الوطنية لتقييم وضمان جودة التعليم العالي والبحث العلمي.
- أستاذ بالمدرسة الوطنية العليا للإدارة.
- محكمًا بمركز سوس ماسة للدراسات القانونية والقضائية المعاصرة لتقييم وتحكيم الأطروحات القانونية بالمغرب.
- رئيس مصلحة الشؤون القانونية والعقارية بالمكتب الوطني للكهرباء والماء الصالح للشرب. (2007)
- عضو في مؤسسة محمد الإدريسي العلمي المشيشي.

## الكتب والمؤلفات
1. نظرات في القانون، نحو مفهوم جديد للقانون المدني: الجزء الثاني: استغاثة القانون بالأخلاق لمواجهة جشع الاقتصاد؛ [13]
2. نظرات في القانون، نحو مفهوم جديد للقانون المدني: الجزء الأول: القانون حارس الاقتصاد؛ [14]
3. القانون المدني، دراسة حديثة للنظرية العامة للالتزام على ضوء تأثرها بالمفاهيم الجديدة للقانون الاقتصادي، مصادر الالتزام- الجزء الأول التصرف القانوني.[15]
4. القانون المدني، دراسة حديثة للنظرية العامة للالتزام على ضوء تأثرها بالمفاهيم الجديدة للقانون الاقتصادي، مصادر الالتزام- الجزء الثاني الواقعة القانونية.
5. القانون المدني، دراسة حديثة للنظرية العامة للالتزام على ضوء تأثرها بالمفاهيم الجديدة للقانون الاقتصادي، الجزء الثالث: أحكام الالتزام.
6. القانون المدني، دراسة حديثة للنظرية العامة للالتزام على ضوء تأثرها بالمفاهيم الجديدة للقانون الاقتصادي، الجزء الرابع: إثبات الالتزام؛
7. عقد الاشتراك المائي بين هاجس حماية الملك العمومي وحماية المستهلك المائي.[16]
8. قانون العقود الخاصة، الكتاب الأول العقود الناقلة للملكية -عقد البيع؛ [17][18]
9. قانون العقود الخاصة، الكتاب الثاني العقود الواردة على منفعة الشيء- عقد الكراء.
10. العقد السياحي - نموذج للعقد المركب؛ [19][20]
11. دور القضاء في تحقيق التوازن العقدي؛
12. التنظيم القضائي بين العدالة المؤسساتية والعدالة المكملة أو البديلة.
13. قانون المسطرة المدنية.[21]
14. المدخل إلى العلوم القانونية.

## انظر ايضاً
- محمد العلمي الادريسي المشيشي
- مليكة بن راضي
- ويليام هود (أستاذ جامعي)
- عبد الرزاق السنهوري